# Victoriano Muñoz Oms
Victoriano Muñoz Oms (Lérida, 11 de abril del 1900-Barcelona, 14 de abril del 2000) fue un ingeniero de caminos, canales y puertos, conocido por la regulación hidroeléctrica del río Noguera Ribagorzana, la creación de la ENHER, el Plan General de Obras Públicas de Cataluña de 1935 o el sistema de numeración del Plan Peña de carreteras, entre muchas otras actuaciones.

## Biografía

### Inicios como ingeniero
Victoriano Muñoz Oms nació en Lérida en el año 1900. A los doce años, observando la construcción del canal Lérida-Serós por parte de una empresa canadiense, decidió que iba a dedicarse a la ingeniería civil; profesión que estudió en la Escuela Oficial de Ingenieros de Madrid, la única institución en España que ofrecía tales estudios por aquel entonces.
Una vez terminó la carrera, tuvo dificultades para encontrar trabajo; pero con la dictadura de Primo de Rivera y el impulso de ésta a la obra pública en la deteriorada red de carreteras, Muñoz pudo dedicarse a su profesión como contratista de obras, realizando entre otros proyectos las obras del túnel de Camarasa Fontllonga. Más tarde, fue nombrado director de vías y obras de la Diputación de Lérida de por entonces, proyectando una red de caminos vecinales para servir a la provincia y construyendo casi cuatrocientos kilómetros de nuevas carreteras.

### El Plan General de Obras Públicas de Cataluña de 1935
En 1935, la Generalidad de Cataluña contacta con Victoriano Muñoz Oms para la redacción de un plan general de carreteras para Cataluña. Muñoz no tuvo objeción, y propuso ampliar el plan para abarcar todas las infraestructuras que demandaba la región. Dicha petición fue aceptada y Muñoz es nombrado como director del futuro Plan General de Obras Públicas de Cataluña bajo el mandato de Joan Vallès i Pujals como Consejero de Obras Públicas.
Este plan, que redactó con la ayuda de un equipo de colaboradores, fue todo un reto por la falta de mapas adecuados, pero finalmente pudo ser concluido en ocho meses. Destaca el hecho de que durante su redacción se intentó dar solución a peticiones históricas de infraestructura mediante la consulta a millares de ayuntamientos e intentar que la red viaria fuera más equilibrada para evitar la situación imperante de radialización desde Barcelona. También cabe destacar que en dicho plan se llegaron a proyectar infraestructuras como el Eje Transversal (que no serían proyectado nuevamente hasta 50 años más tarde) y que en la actualidad es considerado una carretera vital para la Comunidad Autónoma.
Sin embargo, debido a la convulsa situación política de la época, dicho plan nunca llegó a realizarse sobre el terreno.

### La industria hidroeléctrica en la Noguera Ribagorzana
Muñoz Oms ya observó la idoneidad de la cuenca de la Noguera Ribagorzana para su aprovechamiento hidrológico durante los años treinta y ya incluyó actuaciones en este río en el Plan General de Obras Públicas de Cataluña. Sin embargo, no es hasta principios de los años cuarenta, ya bajo la dictadura franquista, cuando el ingeniero elabora un plan hidrológico ambicioso para el aprovechamiento de la cuenca de la Noguera Ribagorzana. El proyecto era muy caro, pero se logra su financiación por parte del Instituto Nacional de Industria, bajo el mandato del almirante Juan Antonio Suanzes. El plan incluía diecisiete saltos repartidos en la cuenca alta del río, junto a tres grandes esclusas que para regular las aguas. Finalmente, en 1946 se crea la ENHER con el objetivo de explotar dicha cuenca.
Aprovechando la roca calcárea y el carbón presentes en la zona, se instala en Xerallo una fábrica de cementos (que procurará el material necesario a las obras) y se crea una red de caminos en la zona para allanar el camino a la futura construcción. La edificación de la infraestructura hidroeléctrica se inicia con los saltos de agua más simples, para ir autoabasteciéndose de electricidad en la construcción de los siguientes; ya de mayor envergadura. Finalmente el proyecto de diez centrales hidroeléctricas es concluido sólo once años más tarde, incluyéndose en este proyecto pantanos destacados, como el embalse de Escales o el de Canelles.

### Otros proyectos y reconocimiento
En 1939, Victoriano Muñoz también participó en la redacción del Plan Nacional de Carreteras popularmente conocido como Plan Peña (por haber sido redactado bajo el mandato del ministro Peña Boeuf), destacando la numeración que ideó, que sigue vigente.
A inicios de los años cuarenta también dirigió la construcción del actual puente de la N-II en Lérida, en 1957 redactó el Plan General de Aguas de Cataluña; y diseñó el embalse de Mequineza, en el Ebro.
Una vez dejó la ENHER en 1963, donde destaca su promoción de la energía nuclear en España, pasó a desempeñar tareas relacionadas con la red viaria, como Jefe Regional de Carreteras de Cataluña y Baleares, proyectando modificaciones en la Meridiana barcelonesa, el primer tramo de la autopista mallorquina Ma-19 (desde Palma de Mallorca al aeropuerto) y muchas más autopistas.
Finalmente, en los setenta, entra en su último puesto público como Director de Planificación del Área metropolitana de Barcelona.
En 1984, es premiado con la Medalla de Honor de los Ingenieros de Caminos, en 1985 condecorado con la Cruz de Sant Jordi y en 1993 es nombrado doctor honoris causa en la Universidad Politécnica de Cataluña.
Muñoz Oms falleció el 14 de abril del 2000, a los 100 años de edad.
El día 10 de abril de 2014, la ciudad de Lérida inaugura una avenida en su honor.
Su hijo, Victoriano Muñoz Cava, también es ingeniero, industrial en este caso, destacando en la industria metalúrgica.